# Ten Little Indians (comptine)
Pour les articles homonymes, voir Ten Little Indians.
Ten Little Indians (pouvant être traduit en français par Dix Petits Indiens) est une comptine enfantine (en) américaine tirée des minstrel show, numéro 13512 du Roud Folk Song Index. Elle est traditionnellement jouée selon le rythme de la chanson irlandaise Michael Finnegan (en). Une chanson calquée sur elle, nommée Ten Little Niggers, en a été tirée en 1869. Ten Little Niggers fut interprétée par G.W. "Pony" Moore à partir de 1871 (et peut-être dès 1869) au sein de sa compagnie de minstrel qui jouait tous les soirs au grand théâtre de St James Hall à Londres et donnait aussi des représentations en journée trois fois par semaine. Composées de programmes variés, les représentations ont duré jusqu'au 16 juin 1900.

## Paroles
Les paroles modernes sont :

« One little, two little, three little Indians
Four little, five little, six little Indians
Seven little, eight little, nine little Indians
Ten little Indian boys.

Ten little, nine little, eight little Indians
Seven little, six little, five little Indians
Four little, three little, two little Indians
One little Indian boy. »

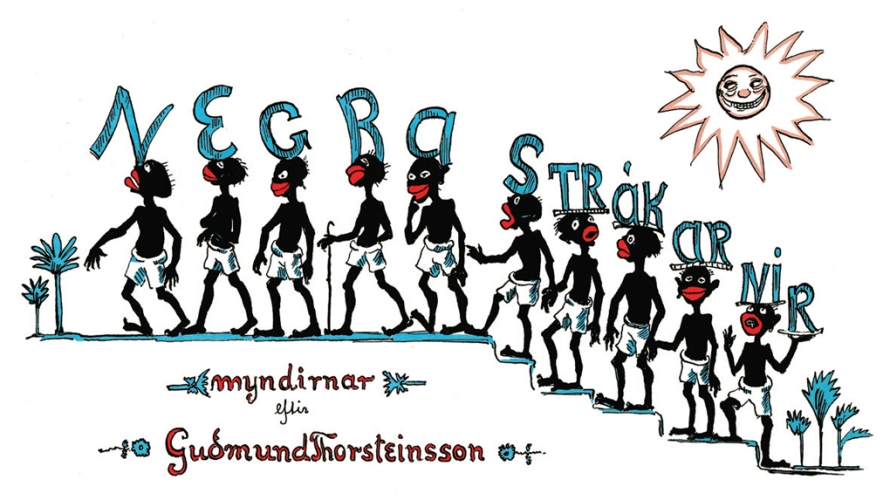
Couverture de Negrastrákarnir, une version islandaise de la chanson publiée en 1922.

La chanson commence parfois avec un couplet répété : John Brown met a little Indian.

## Histoire
Origine
L'une, sinon la, première version de la chanson est intitulée Ten Little Injuns (en). Elle a été écrite par Septimus Winner en 1868 pour un minstrel show :

« Ten little Injuns standin' in a line,
One toddled home and then there were nine;

Nine little Injuns swingin' on a gate,
One tumbled off and then there were eight.

Eight little Injuns gayest under heav'n.
One went to sleep and then there were seven;

Seven little Injuns cuttin' up their tricks,
One broke his neck and then there were six.

Six little Injuns all alive,
One kicked the bucket and then there were five;

Five little Injuns on a cellar door,
One tumbled in and then there were four.

Four little Injuns up on a spree,
One got fuddled and then there were three;

Three little Injuns out on a canoe,
One tumbled overboard and then there were two

Two little Injuns foolin' with a gun,
One shot t'other and then there was one;

One little Injun livin' all alone,
He got married and then there were none. »

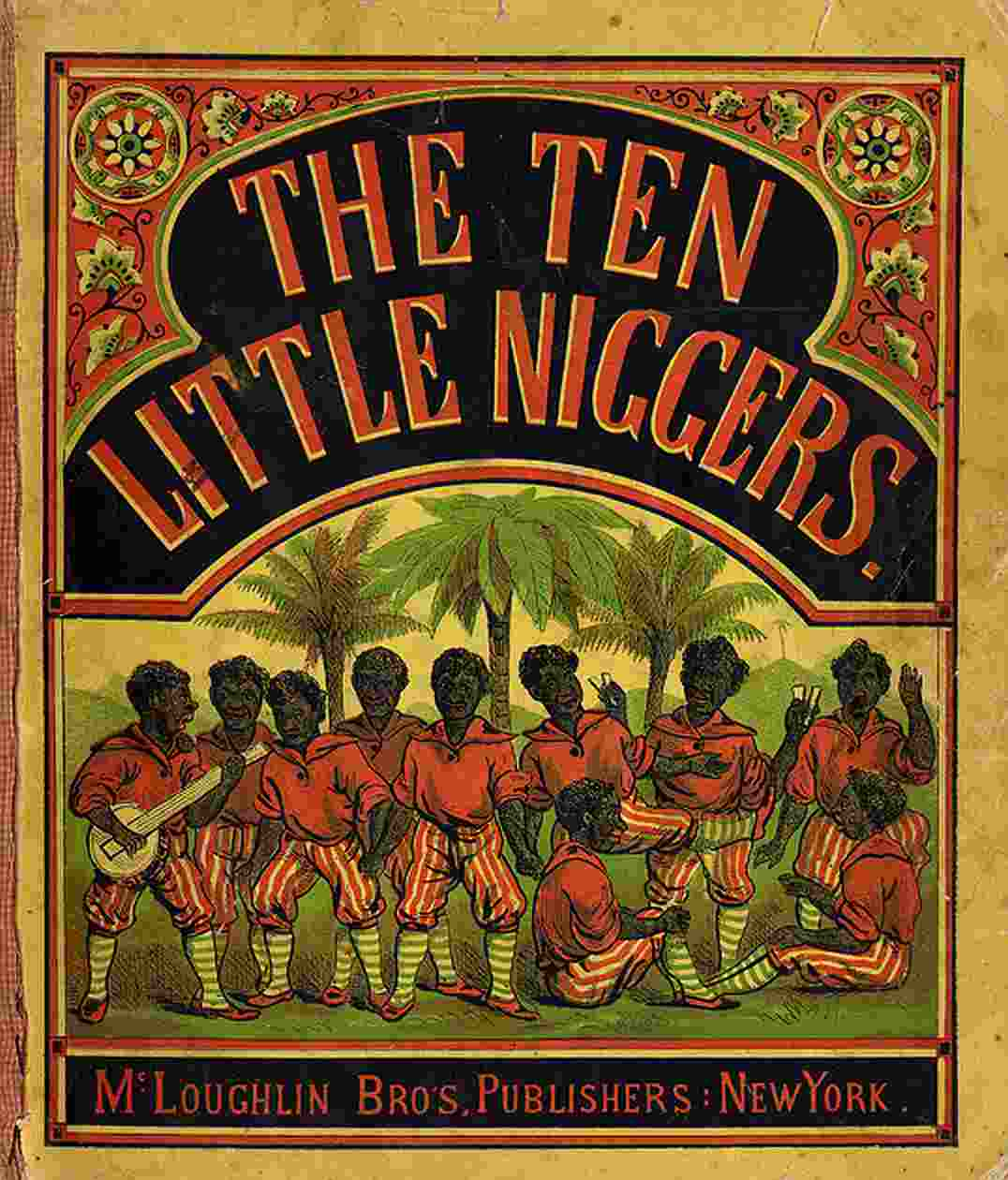
Couverture du livre inspiré par la chanson de Frank Green (1869), éditions McLoughlin Brothers.

Il est estimé que la chanson a été probablement modifiée par Frank J. Green en 1869, sortie sous le nom de Ten Little Niggers (Dix Petits Nègres). Après le succès londonien, la chanson sera reprise par GH Elliott pour un enregistrement. En 1875, les éditions (américaines) McLoughlin Brothers en font un livre pour enfant et cette chanson devient une berceuse très appréciée,.

## Dans la culture populaire
- Les dix petits Indiens sont des invités de Old King Cole dans le dessin animé du même nom publié en 1933.
- La production Bloody Bloody Andrew Jackson intègre une version beaucoup plus sombre de la comptine.
- La séquence d'ouverture de la série Blackstone, diffusée sur APTN, présente une version de la comptine.
- Le roman Dix Petits Nègres d'Agatha Christie est inspiré de la comptine.